# DFK Dainava
DFK Dainava là một câu lạc bộ bóng đá tương đối mới của Litva, Alytus. Chơi trong bộ phận ưu tú kể từ năm 2023.

## Thành tích
- Pirma lyga (D2)

2022
- Cúp bóng đá Litva

## Mùa
| Mùa  | Trình độ | Liga       | Không gian | Liên kết ngoài |
| ---- | -------- | ---------- | ---------- | -------------- |
| 2016 | 2.       | Pirma lyga | 9.         | [ 1 ]          |
| 2017 | 2.       | Pirma lyga | 4.         | [ 2 ]          |
| 2018 | 2.       | Pirma lyga | 2.         | [ 3 ]          |
| 2019 | 2.       | Pirma lyga | 4.         | [ 4 ]          |
| 2020 | 2.       | Pirma lyga | 6.         | [ 5 ]          |
| 2021 | 1.       | A lyga     | 9.         | [ 6 ]          |
| 2022 | 2.       | Pirma lyga | 1.         | [ 7 ]          |
| 2023 | 1.       | A lyga     | 8.         | [ 8 ]          |
| 2024 | 1.       | A lyga     | 4.         | [ 9 ]          |
| 2025 | 1.       | A lyga     | .          | [ 10 ]         |

## Đội hình hiện tại
Tính đến 08-04-2025
Ghi chú: Quốc kỳ chỉ đội tuyển quốc gia được xác định rõ trong điều lệ tư cách FIFA. Các cầu thủ có thể giữ hơn một quốc tịch ngoài FIFA.
| Số | VT | Quốc gia | Cầu thủ            |
| -- | -- | -------- | ------------------ |
| 6  | TV | Litva    | Renatas Banevičius |
| 7  | TĐ | Ukraina  | Artem Baftalovskyi |
| 24 | HV | Litva    | Naglis Paliušis    |

| Số | VT | Quốc gia             | Cầu thủ             |
| -- | -- | -------------------- | ------------------- |
| 29 | TV | Litva                | Gustas Zabita       |
| 30 | HV | Litva                | Oskaras Lukošiūnas  |
| 45 | TĐ | Bosna và Hercegovina | Davor Rakić         |
| 77 | TM | Litva                | Airidas Mickevičius |
| 11 | TV | Litva                | Dominykas Kodz      |
| 13 | TV | Sénégal              | Cheikh Faye ✔️      |